# 三峡大坝溃坝假设

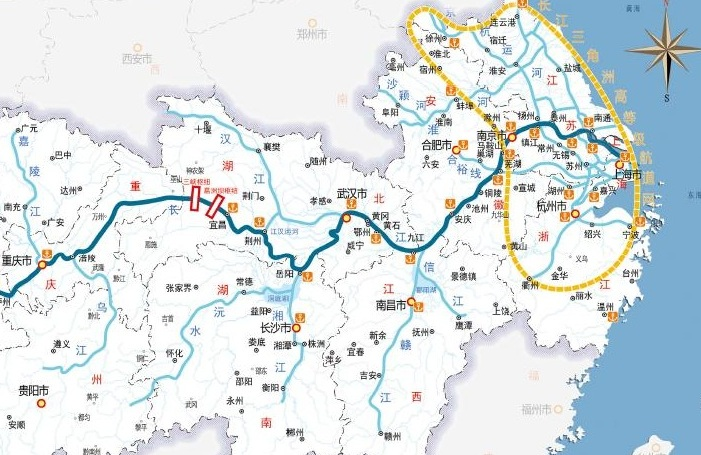
长江中游城市群、长江下游城市群是中国人口最为稠密、经济最为富庶的地区之一。三峡大坝溃坝假设中最壞的打算是洪水淹没长江中游行政区和部分城市。

在三峡大坝溃坝假设中，三峡大坝被认为有溃坝并导致严重损失的隐患。此假设多基于三种溃坝原因：外来军事攻击、工程质量问题、自然灾害。
中国政府兴建三峡大坝最重要的目地即是解决荆江（长江中游）長期以來的防洪问题。其论证、兴建历经数十年时间，工程争议不断。以黄万里为代表的反对兴建大坝的观点，自1980年代影响至今。在工程建设之初，三峡大坝存在溃坝可能、并会毁灭长江中下游平原，即是部分中国学者、政治人物反对建造大坝的原因之一。1992年兴建大坝的议案投票前，中国国务院向第七届全国人民代表大会提交的说明中，指三峽大壩如遇到突發军事打击、大坝溃坝将对大坝下游局部地区造成严重损失，但不会对荆江（长江中游）两岸造成毁灭性灾害。
而部分人士并不完全认可中国政府的结论。大坝建成至2020年，部分社会舆论中仍存在大坝溃坝、毁灭长江中下游平原的担忧。或称为中国的“达摩克利斯之剑”。2020年中国南方水灾期間，三峡大坝即将溃坝论再度兴起之时，台湾媒体指溃坝洪水可毁灭大坝以下至南京的沿江城市，并淹没上海。

## 溃坝原因

### 军事攻击

#### 攻击方式

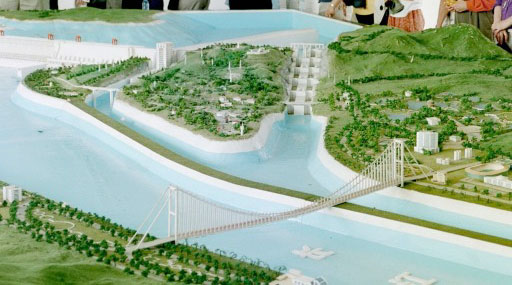
图片显示，从左至右依次是，坝体、升船机（升降船闸）、永久（五级）船闸。中国大陆学者黄理军指，使用少量炸药炸毁升降船闸的钢门，即可使大坝溃坝。

2003年中国大陆媒体报道中，归纳的四种可能性较大的攻击三峡大坝的方式：
- 第一，战略弹道导弹携带核弹头进行核攻击，从敌方本土直接发射；
- 第二，巡航导弹携带常规弹头进行攻击，从中国大陆境外发射；
- 第三，远程轰炸机进行空袭；
- 第四，特种作战人员（特工）进行地面爆炸。

除了对大坝坝体的攻击外，有亦针对两个船闸（升船机、五级船闸）、泄洪孔、导流孔进行特定攻击的说法。2005年中国大陆黄理军的文章指，升降船闸（升船机）的钢门是大坝人防安全的薄弱环节，已动摇了大坝的人防安全。敌对势力使用少量炸药炸毁升降船闸的钢门，即可使大坝溃坝。

#### 可能的攻击者
中国大陆黄理军文章提及，以美国、台湾（中华民国）为代表的，多种可能攻击三峡大坝的境内外势力。
2004年5月，美国国防部在《中国军力报告》中提出台军攻击三峡大坝论。6月初，信息被公开报道。6月9日，时任中華民國國防部副部长的蔡明宪在立法院回答立委质询表示，“台湾有能力做这类攻击，但不会瞄准三峡大坝，也不会挑衅。”至今，这一观点仍是台湾政客和民众对两岸军事冲突的“典型假想形態”。2018年1月，台湾学者蘇紫雲细化为两枚中程导弹即可炸毁三峡大坝。

#### 能否防备的争论
2005年中国大陆学者黄理军文章中，对中国是否能否防备军事攻击的正反观点中，反方观点认为中国大陆自身军力无法阻止境内外敌对势力的破坏，而“对攻击三峡工程大坝的报复性打击的威胁将不起任何作用”。
2011年时，长江水利委员会主任蔡其华指，三峡大坝“由正常蓄水位175米降至135米最多只需7天……战时水库运用水位控制在145米，必要时短时降到135米甚至更低，是可以减少溃坝损失的。”黄理军文章则指，由于军事打击的不可预知性，不存在提前降低水位的可能性。另一方面，在双方军事对峙期，若为大坝安全，放水至145米或130米的低水面，将严重影响大坝发电量和长江航运。基于“民生国计和交通航运的需要”，无法长期维持低水位状态。

#### 中国的防卫
2003年，成立保护三峡大坝的水陆驻军，负责大坝二期、三期工程和五级船闸的警戒守卫任务，警戒水域为“大坝上游2600米和大坝下游2000米的区域。”公开报道称这支部队为“三峡大坝驻军”，或与湖北宜昌的武警相关。2004年10月27日，由国家反恐中心统一部署，三峡大坝驻军在三峡大坝临坝蓄水核心区域内进行“保护三峡大坝反袭击反爆炸”水陆军事演练。
2013年9月9日，中国国务院总理李克强签署第640号国务院令。自10月1日起，实行《长江三峡水利枢纽安全保卫条例》，全面保卫三峡枢纽及其周边特定地区的陆域、水域、空域安全。保卫工作由中央政府统一领导，湖北省人民政府、宜昌市人民政府实行属地管理。

### 质量问题
中国舆论中，存在三峡工程为豆腐渣工程的观点。2004年，长期参与工程建设的水利水电专家张光斗参加北京电视台《世纪之约》栏目。张光斗与主持人对答中，指由于“我们的施工技术、施工水平、管理水平不如外国”，“没做好，施工质量不好。可是也不是很坏。”所以，他认为三峡工程“总体上还是可以的。[三峡大坝]倒不了的，没事的，说第一质量也不见得，不是一流工程。”
2019年时，三峡大坝已变形、将溃坝的论点成为社会舆论关注的焦点。

### 自然灾难
地震、洪水等自然灾害到达一定强度后，均可能造成溃坝。1985年，第六届全国政协经济建设组调查组（组长孙越崎）提交关于三峡大坝的报告——《三峡工程问题调查报告》提及安全方面的两类风险，一、岩崩和滑坡；二、诱发地震的可能性很大。这些风险，将产生“灾难性的后果”。其它文章指三峡大坝依所在地区的地震上限——M5.5级，设定为可抗M7级地震。坝址所在的宜昌本是巫山山脉和江汉平原的交汇处，坝址所在又称“黄陵背斜核部”，该地区无活动性断裂及孕育中强震的发震构造，是稳定程度高的刚性地块。长达两千年的文字记载中，该区域内地震水平不高，强度小，频度低，属典型弱震环境。相关论证认为，不存在发生M5.0级及以上地震的可能。
与地震相比，伴随着暴雨的洪水是长江流域更为常见的现象。而在学者、公众对三峡大坝防洪能力极为关注的同时，亦对其缺乏信任。1987年8月，孙越崎、林华等人共同撰写的《三峡工程害多利少，不容欺上压下，祸国殃民》一文中提出，三峡大坝是否会因类似板桥水库1975年8月溃坝一类的原因——暴雨而溃坝的担忧。大坝建成后的2010年代，大坝防洪能力的争议仍长期存在。2010年7月19日，中国中央电视台《新闻1+1》节目中，评论员白岩松转述长江水利委主任蔡其华的观点，“今年不能把全部的希望都寄托到三峡大坝上”，引发公众关注，是为三峡大坝防洪能力报导争议。

## 溃坝实验相关
湖北省赤壁市境内的陆水水库是三峡大坝和葛洲坝的试验坝。1983年至1988年期间，长江水利委员会的前身——长江流域规划办公室在陆水水库坝址试验场进行了多次大比尺——水平比尺1：500，垂直比尺1：250的溃坝试验。1986年四川省政协考察组文章中，将长江流域规划办公室归入主张三峡工程快上的支持者。
郑守仁文章提及的溃坝模型范围：坝址上游为全库区，下游至沙市（今属荆州）以下六公里。溃坝试验基于两种溃坝方式：一、大坝瞬时全溃，沿坝基全断面溃决，溃口宽度分别为200米、250米、400米和1000米；二、大坝瞬时半溃，高程110米以下的坝体尚能拦蓄库水，溃口宽度分别为400米和1000米。
试验结果：三峡大坝受到核武器攻击而瞬间全溃，短时间内下泄水量达到100余亿立方米，坝址至沙市江段沿岸受特大洪水直接冲击。但因坝址下游的峡谷式河道对溃坝洪水有很大的约束作用，洪水峰高而量小，洪峰衰减很快。在库区水位145米的试验条件下，宜昌水文站实测溃坝洪水过程，流量大于6万立方米/秒的时间仅两天多，一般情况下三到五天溃坝洪水即全部退至原河槽内。同时，与1954年长江洪水对比，当年宜昌水文站测量的洪水水量超过1000亿立方米。溃坝洪水水量远小于这个数值。长江水利委员会对1870年长江洪水的调查，认为它是1153年至20世纪末最大的长江洪水。推算宜昌站洪峰流量为10.5万立方米/秒，15天洪量为975.1亿立方米，30天洪量为1650亿立方米。1987年8月，《三峡工程害多利少，不容欺上压下，祸国殃民》一文中，出现“200多亿立方米”库水在溃坝后达到“每秒20万、30万立方米”流量“直冲武汉和长江下游”的说法。
溃坝试验表明，采取提前降低库区水位和分洪两项措施后，受灾损失将进一步减轻。此种情况下，预估最大受灾面积为3000平方千米左右，受灾人口100多万人。淹没范围相当于1954年长江洪水中长江中下游淹没范围的4%左右。受灾地区局限于“上荆江一带洲滩围垸内”，不影响沙市和荆江大堤的安全，可定性为局部地区性灾害。受灾程度远小于中国历史上任何一次大洪水。

## 最严重溃坝后果的争议
1980年代至今，对于三峡大坝最严重溃坝后果的假设——毁灭长江中下游平原，中国政府及各方说法不一。
1986年，四川省政协考察组文章中，归类的支持和反对者：一、主张三峡工程快上，水利电力部长江流域规划办公室、湖北省水利部门和少数工程技术人员；二、主张三峡工程缓上，全国政协调查组，四川、湖北的“绝大多数专家、学者、科技界人士”。

### 中国中央政府的观点
1992年3月21日，中国国务院副总理邹家华在第七届全国人民代表大会第五次会议上提交的，《关于提请审议兴建长江三峡工程议案的说明》中指出：
| 六、关于水库移民、生态环境和人防问题 [……] （三）人防问题 战时三峡工程大坝的安全问题，从五十年代起就进行了大量试验研究。三峡水库下游有20公里长的峡谷河段，对溃坝洪水起约束、缓冲和消减作用，有利于减轻洪灾损失。在大坝遭突然袭击严重破坏的情况下，[据溃坝模型试验，溃坝洪灾对坝下游局部地区造成的损失是严重的]，但由于狭长峡谷所产生的缓冲作用，可以减轻危害，[不致造成荆江两岸发生毁灭性灾害]。 人防问题虽然做了很多工作，但仍需继续深入研究，采取工程防护和积极防御等综合对策措施，最大限度地减轻三峡工程可能因遭战争破坏而产生的损失。 |

2011年时，来源于《人民日报》，长江水利委员会主任蔡其华在采访中指可提前降低水位，并重申了溃坝不会毁灭长江中游的观点：
| 三问：三峡大坝人防安全如何保证？ 蔡其华：现代战争有征兆可察，重大水利设施作为一般非战争的首批攻击对象，有可能预警放水，这是有效的人防措施。在三峡工程枢纽建筑物设计中，已考虑战时与平时运用相结合。大坝有大泄量的底孔，降低水库水位所需时间较短，由正常蓄水位175米降至135米最多只需7天。三峡水库下游有20公里长的峡谷河段，对溃坝洪水将发挥缓冲和削减作用。[溃坝模型试验表明，在大坝遭突袭时]，由于狭长峡谷所引起的约束作用，[下游荆江河段不致发生毁灭性灾害]。战时水库运用水位控制在145米，必要时短时降到135米甚至更低，是可以减少溃坝损失的。 |

### 全国政协调查组的观点
第六届全国政协三次会议期间，针对三峡大坝争议，全国政协经济建设组组织了以孙越崎为组长，林华、徐驰、王兴让为副组长的调查组。1985年5月30日至7月6日，调查组在成都、重庆、万县、秭归、宜昌、沙市、武汉等地进行了38天的实地考察，并召开了400多名专家、学者，全国以及地方政协委员参加的40余次座谈会。四川省政协亦组织了考察组参与了此次调查。
全国政协调查组做出六份《三峡工程问题调查报告》，从投资、防洪、泥沙淤积、航运、发电、移民、安全七个方面提出反对意见，得出“三峡工程近期不能上，至少‘七五、八五’期间不该上”的结论。乔培新编写的相关总结文章中，提及：
| 七、安全——要冒灾难性的风险 （一）岩崩和滑坡。[……] （二）诱发地震的可能性很大。[……] 此外，一旦发生战争，三峡大坝将成为重点打击目标。[如果大坝被毁，将对武汉和长江中下游人民生命财产及战争全局产生严重影响]。这个问题不可不予考虑 根据以上情况，调查组认为，三峡工程近期不宜上马。鉴于此项工程是举世瞩目的大型工程，更应严格按基本程序办事。目前，应把已经盲目开工的前期工程立即停下来，以免造成浪费；前期科研工作可继续进行。 对三峡工程的可行性应组织充分论证，要有多种方案的比较[……] |

1987年8月，孙越崎、林华、千家驹、王兴让、雷天觉、徐驰、陆钦侃及乔培新八人共同署名的文章——《三峡工程害多利少，不容欺上压下，祸国殃民》发表。在对支持兴建大坝的长江流域规划办公室（简称长办）发出的质疑中，亦有类似板桥水库失事或战争溃坝，以超过1870年长江洪水的水量冲击武汉和长江下游，造成“无法挽救的大灾难”的担忧：
| 建这样一个大坝，他们是不是不知道这中间存在着重严重问题呢？不是的！他们很清楚： （一）就在都江堰上边近在咫尺的地方，大跃进时期建立了一条大坝，因为泥沙问题不得解决[……][最终拆除] （二）1954年长江大水死人3万。淮河上游河南舞阳县板桥水库和石漫滩水库库容只有6亿立方米，1975年8月失事，猛冲下去，死人23万左右。这个对比很清楚，1954年长江大水死人数反而成了个零头。现在为防千年一遇的洪水，即1870年在宜昌每秒11万立方米的洪水，要建200多亿立方米的大水库，遇有板桥水库失事一类的原因或美国侵犯利比亚在锡德拉湾上空进行高技术战一类的原因，[每秒以20万、30万立方米的高水头直冲武汉和长江下游，要死多少万人啊！这是防洪还是准备制造无法挽救的大灾难？] （三）水库是有寿命的。长办把三峡水库的寿命说得很长，违背客观规律是办不到的。历史最无情。 建国以来[……] |

四川省政协考察组文章中，提及的诸多反对三峡工程上马的观点：
| 五、战争与移民 主张缓上的同志认为，这是决定三峡工程能不能上的关健，迄今尚无妥善对策，必须认真考虑。战争一旦爆发，三峡大坝必然成为首要目标；[大坝倘被摧殷，中下游大城市顿成泽国，后果是不堪设想的]。三峡工程移民数量之多[……] |

### 钱伟长观点及其争议
三峡工程重新论证的1991年1月至2月期间，美国发起海湾战争。面对美军军事优势，伊拉克军队全线溃败。此战亦是当时中国舆论关注的焦点。2月5日，中国力学、应用数学家钱伟长撰写《海湾战争的启示》一文。基于海湾战争中表现出的，巡航导弹和各类导弹的“毁灭性”攻击力，钱伟长提出对三峡大坝溃坝、毁灭长江中下游平原的担忧，得出“三峡工程千万不应上马的”结论。当年10月，原湖北宜昌市副市长、政协副主席、退休老干部颜钟一即撰写《三峡工程强国利民、兴工时机现在最佳——读〈海湾战争的启示〉有感，同钱伟长同志商榷》一文，反驳钱伟长的观点。有文章称，有报纸发表署名金戈的文章《也谈海湾战争的启示—同钱伟长同志商榷》。由于金戈知名度远远低于钱伟长，没有引起舆论关注。
钱伟长《海湾战争的启示》的原文：
| 海湾战争接近20天，初则电子战，继则巡航导弹、飞毛腿导弹、爱国者导弹为主体的，夹杂着狂轰滥炸的空袭，最近又发展成B52的高空地毯式轰炸，居民生活设施和战争设施，同遭毁灭性破坏，双方各自喊出了化学武器、生物武器，以及核武器的狂热恐吓。这种封神榜式的“现代战争”[……]在导弹战争声中，出现了埃及如何保护阿斯旺大水坝问题。 [……] 这里提出了一个大型水利工程的战略弱点问题，人们还记得黄河花园口决口所造成的河南、安徽、苏北等地的巨大灾害和损失。黄河还不能算是大型的人工水体，它和阿斯旺水库容量相比，是非常小的，是不足道的。拟议中的长江三峡水库所蓄水量和阿斯旺水库同一级量，而且还更大，[一旦有失误，长江下游六省市将成泽国，几亿人口将陷入绝境]。这是战略上不能不考虑的问题。我们绝不能花了几百亿或几千亿人民币来修一个世界上最大的水坝，给我们子孙背上包袱，成为外部敌人敲诈勒索的筹码。这里启示我们，[在和平还没有保证的国际形势下，三峡工程是千万不能上马的]。 1991.2.5 |

2005年中国大陆黄理军文章提及三峡大坝各类争议的正反两方的观点，支持钱伟长观点的原文：
| 三峡工程溃坝的后果 三峡工程论证报告认为，即使大坝瞬时被毁，也只是从坝址到枝城100公里河谷灾情较重，不会造成全流域性的灾难。这个结论的前提是，三峡水库被毁时，蓄水是在145米，而不是在175米，水库里的蓄水是170亿立方米，而不是395亿立方米，[大坝被击毁的时间是非汛期]，下游河道的水位低。即使如此，[死亡人数也将在30到100万人之间]。[三峡大坝下游的宜昌、宜都（现属枝城）、枝城、枝江等市县将遭灭顶之灾]。宜昌市位于三峡出口，宜昌城市人口超过50万人，宜昌市城市堤防不超过海拔60米。宜昌市距三峡大坝仅36公里，溃坝洪水只需一个小时就可到达宜昌，在这么短的时间内要组织50万人的撤退是根本不可能的。 正如上面所说[……]根据计算，三峡工程溃坝的洪水流量将达到20到30万立方米/秒，这将是长江历史最大洪水105000立方米/秒的2到3倍。在这样的洪水流量下，[钱伟长所预言的“长江下流六省市将成泽国，几亿人将陷入绝境”的灾难是不可避免的]。在军事对抗中，打击三峡大坝是敌方的过河卒，可用可不用，可用于定点威胁，可用于制造混乱，可用于打击经济生活[……] |

### 2019年以来的即将溃坝论
2019年三峡大坝变形争议中，即有三峡大坝即将溃坝论。2020年中国南方水灾期间，两岸三地的舆论中，“三坝大坝即将溃坝”论再起，引发担忧和一定程度的恐慌。三峡大坝即将溃坝论描述的溃坝后果中，2020年版本的描述也是傳播得最為誇張的。除洪水以“每秒100至237万立方米的流量、每小时100公里的流速”在数小时毀滅长江中游城市群之外，加碼描述一天之内，长江下游城市群的南京、上海亦被毁灭。上海地处长江口，已是长江下游最末端的城市。
2020年网络上广为流传一个三峡溃坝动画模拟视频，疑似内部专业人士制作，描述了三峡大坝倒塌后将发生的毁灭性洪水，水墙可能通过的路径，并包括了对到达武汉的洪水的速度，深度和范围的估计。

## 备注
1. ↑  1986年四川省政协考察组文章[2]中，指四川、湖北的“绝大多数专家、学者、科技界人士”是三峡大坝的反对者，而航运、战争溃坝等诸多因素是反对建设三峡大坝的理由。1987年，孙越崎、千家驹、陆钦侃等知名反对者共同署名文章中[3]的观点亦是如此。1991年后，钱伟长是知名的，因战争溃坝因素反对工程建设的反对者[4]。
2. ↑  第六届全国政协委员对是否建造三峡大坝有激烈争议。全国政协经济建设组为此组织调查组（组长孙越崎）。1985年5月至7月实地调查后，调查组做出六份《三峡工程问题调查报告》，结合诸多原因得出“三峡工程近期不能上，至少‘七五、八五’期间不该上”的结论[5][6]。
3. ↑  2005年黄理军文章原文为“超级大国”[7]，时超级大国仅指美国。
4. ↑  2004年报道[16]称：“随着武警宜昌二支队支队长宋心鹏的一声令下，三峡大坝建坝以来规模最大的一次军事演练……”
5. ↑  2004年报道[16]称：“由国家反恐中心统一部署……”，具体所指，不得而知。
6. ↑  乔培新编写的相关总结文章[5][6]，仅提供六份《三峡工程问题调查报告》的简明摘要。具体内容不得而知。